# Swedish Touring Car Championship 1999
Swedish Touring Car Championship 1999 var den säsong då STCC växte till världens mest omfångsrika mästerskap för Super Touring-bilar med tio olika bilmärken och 30 bilar på startlinjen. Norrmannen Tommy Rustad ledde serien i stort sett hela säsongen, men han blev snuvad på segern i finalen. Mattias Ekström i Audi stod som segrare när röken efter den stora startkraschen i finalen på Mantorp Park hade lagt sig. Ekström anklagades för att ha orsakat kraschen, som bland annat tog ut Rustad, men frikändes av domarkommittén efter tävlingen.

## Slutställning
| Plats | Förare               | Märke      | Poäng |
| ----- | -------------------- | ---------- | ----- |
| 1     | Mattias Ekström      | Audi       | 215   |
| 2     | Fredrik Ekblom       | BMW        | 209   |
| 3     | Tommy Rustad         | Nissan     | 196   |
| 4     | Jens Edman           | Volvo      | 130   |
| 5     | Jan Nilsson          | Volvo      | 120   |
| 6     | Carl Rosenblad       | Nissan     | 116   |
| 7     | Thomas Schie         | Alfa Romeo | 86    |
| 8     | Hubert Bergh         | Honda      | 81    |
| 9     | Tommy Kristoffersson | Audi       | 60    |
| 10    | Thomas Johansson     | Ford       | 55    |
| 11    | Peggen Andersson     | BMW        | 49    |
| 12    | Kim Esbjug           | BMW        | 34    |
| 13    | Tomas Engström       | Chrysler   | 33    |
| 14    | Tord Linnerud        | Opel       | 24    |
| 15    | Pontus Mörth         | Nissan     | 16    |